# 堀尾忠氏
堀尾 忠氏（ほりお ただうじ）は、安土桃山時代から江戸時代初期にかけての武将・大名。出雲国松江藩の初代藩主。

## 生涯

### 豊臣政権下
天正5年（1577年）または天正6年（1578年）、当時は織田信長の家臣で後に豊臣家三中老となる堀尾吉晴の次男（異説として長男とも）として生まれる。兄・金助（金助は吉晴の弟の子で養子との説もある）が天正18年（1590年）に小田原征伐の陣中で亡くなったことから、吉晴の世子となる。
元服に際しては徳川秀忠から偏諱を受けて忠氏と名乗った。類似の例に前田利家から偏諱を受けた南部利直、増田長盛から偏諱を受けた長宗我部盛親のケースがあり、大老・奉行の下に大名が統制されていた傍証となっている。慶長4年（1599年）、父の隠居に伴い、遠江浜松12万石を相続する。ただし、中老職を継承したかどうかは不明である。父は隠居料5万石を徳川家康から与えられており、またこの時点ですでに三中老制は有名無実化されていたことから、恐らくは相続していなかったものと思われる。
慶長5年（1600年）の関ヶ原の戦いでは、家康方の東軍に与して山内一豊と城提供の策を謀議し、また戦前に加賀井重望による殺傷事件に遭遇して負傷した父に代わって、東軍側として関ヶ原前哨戦の岐阜城の戦いで武功を立てる。本戦にも参加したが、こちらでは長宗我部盛親の出撃を牽制したのみで武功を挙げていない。戦後、前哨戦における武功を徳川家康から賞されて、出雲・隠岐両国24万石に加増転封された。
ちなみに父・吉晴の隠居料は忠氏の加増転封に伴い収公されている。その後は父と共に協力して藩政を行なった。

### 藩政
慶長5年（1600年）11月に堀尾家は出雲に入国する。忠氏は月山富田城を居城としたが、この城が山に囲まれて地理的に偏った場所にあり、水上交通には不便である事や城下町を広く建設できない事などから、慶長8年（1603年）に江戸幕府から新城建設の許可を得て、城地の選定に乗り出した。
この城地選定に関して吉晴と忠氏の意見は異なっており、吉晴が荒隈山を、忠氏が亀田山（末次城跡）を述べるなど意見の対立があったようである。忠氏は吉晴が推す場所は余りに広大すぎて維持費がかかり過ぎ、24万石の身代では困難であるとして反対した。この選定で父子の意見は一致しないままだったという。
また忠氏は慶長6年（1601年）に家臣の知行割や寺社への寄進を行ない、慶長7年（1602年）からは藩内の検地に着手した。この検地は寛永6年（1629年）まで段階的に行なわれたが、前領主の毛利家が1反を360歩にしていたのに対して忠氏は1反を300歩に改めるなど、この検地はかなり厳しかったと伝わっている（『出雲大社文書』）。

### 最期
慶長9年（1604年）、忠氏は城地選定のため、島根郡や意宇郡の調査をしていた。7月下旬、意宇郡の大庭大宮（神魂神社）に参拝したが、この時に神主を呼び出して「当社には小成池があると聞いた。見物したい」と伝えたが、神主は禁足地であるとして断った。しかし忠氏は国主として見なければならないと主張し、神主は案内人を連れて忠氏を池の近くまで行き、そこからは忠氏が1人で行った。そして帰って来た時に忠氏は顔色が紫色になっており、富田城に帰ってから自らの行為に後悔し、程なく病床について、8月4日に吉晴に先立って病死した。享年27または28。跡を子の忠晴が継いだが、幼少のため吉晴が実際の藩主として統治に当たった。
病弱でもなく急死する理由は見当たらず、本当に病死かどうかは謎である。一説にはニホンマムシにかまれたためともいう。藩主としては松江城の城地を選定するという治績を残している。

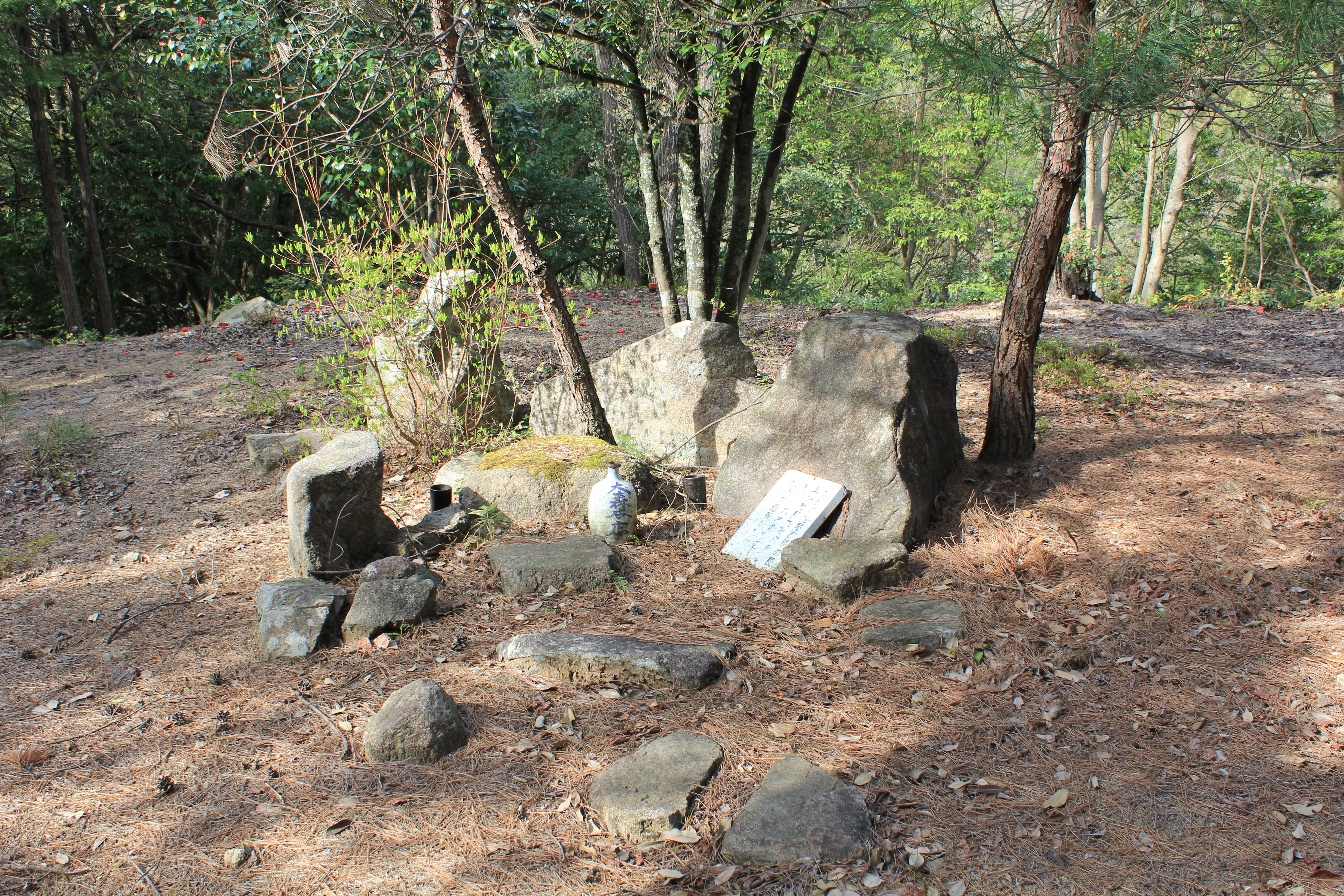
伝・堀尾忠氏墓所（島根県安来市）

## 藩主の順番に関して
松江藩の初代藩主は吉晴か忠氏のどちらであるかでは様々な意見がある。これは関ヶ原当時、覇権を握った家康はまだ形式的には豊臣家の大老だったため、主君が家臣に知行を与える知行宛行状を出していないためである。また吉晴・忠氏は父子で共同統治しているため、それも順番を迷わせる一因となっている。
傍証になるが、慶長5年10月30日付で榊原康政の家臣・久代景備が大関資増に送った家康の論功行賞に関する旨について堀信濃殿名義で出雲・隠岐両国を与えたとあるため、初代藩主は忠氏と解釈される説が有力である。

## 逸話
新井白石『藩翰譜』によると、小山評定に先立ち、忠氏が親しい関係にあった山内一豊に家康の歓心を買うために居城を献上する案を話していたが、当の評定の場でその案を一豊に先んじて提案された。忠氏は「日ごろの篤実なあなたにも似ない行為だ」と笑ったという。

## 系譜
- 父：堀尾吉晴（1543-1611）
- 母：大方殿 - 津田氏
- 正室：長松院 - 前田玄以の娘
  - 長男：堀尾忠晴（1599-1633）